# Rudolf Knietsch
Rudolf Theophil Josef Knietsch (* 13. Dezember 1854 in Oppeln, heute Opole; † 28. Mai 1906 in Ludwigshafen am Rhein) war ein deutscher Chemiker.

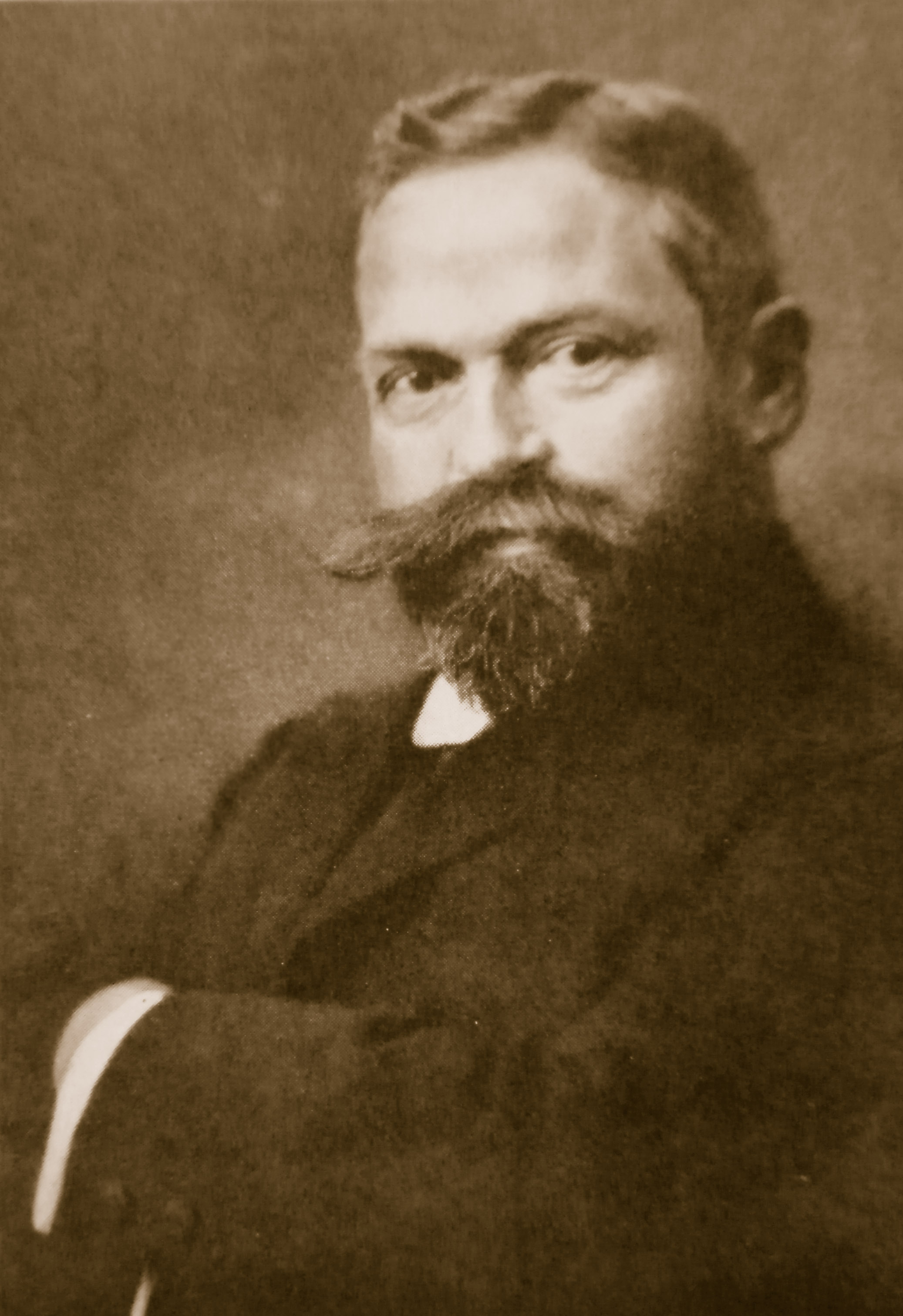
Rudolf Knietsch

## Leben und Werk

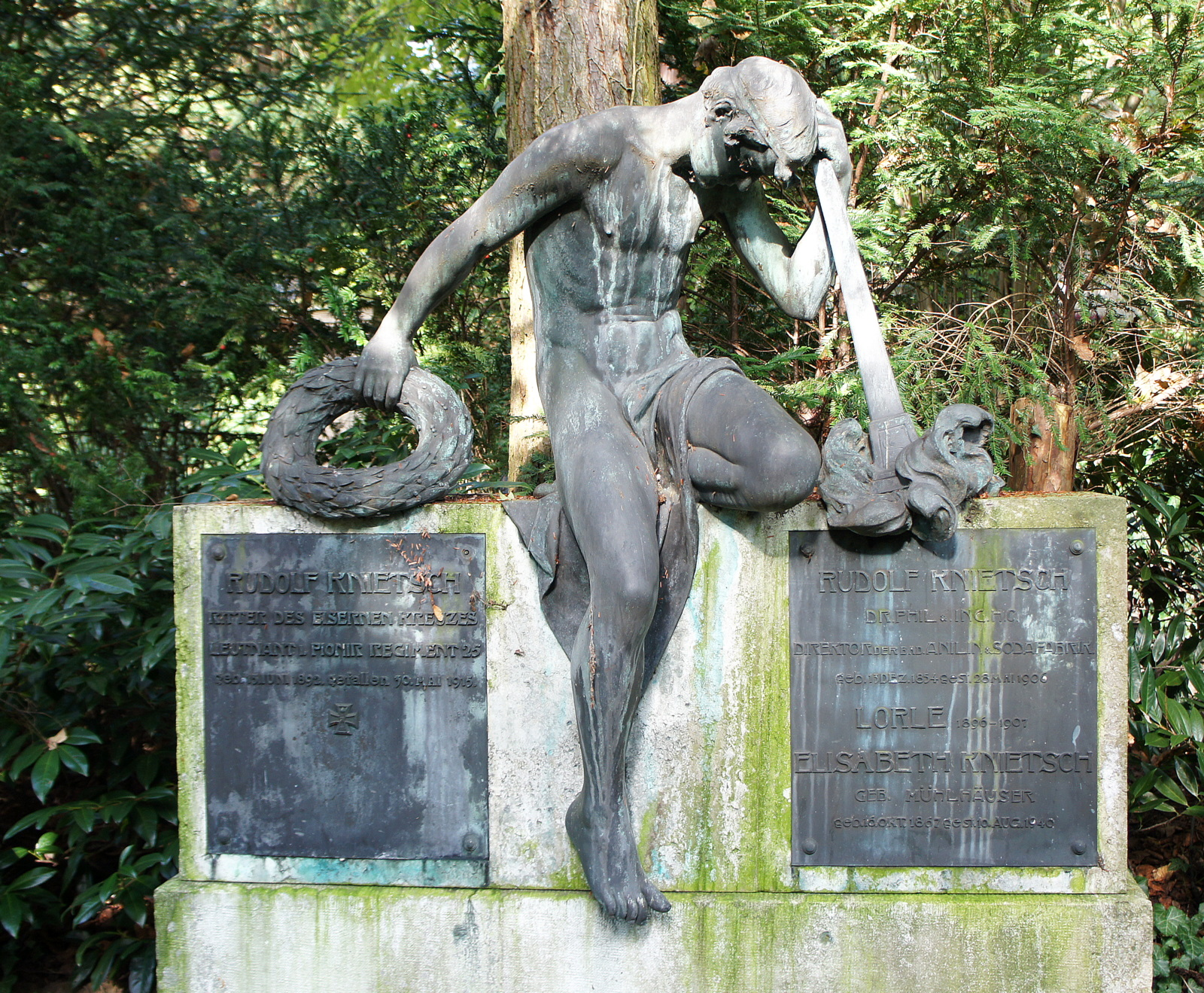
Grabmal von Rudolf Knietsch Bergfriedhof (Heidelberg) in der Abteilung C

Geboren als Sohn eines Schmiedemeisters, erlernte er, nachdem er das Gymnasium ohne Abschluss verlassen hatte, das Schlosserhandwerk (Abschluss 1870) und besuchte anschließend von 1873 bis 1875 die Königliche Gewerbeschule in Gleiwitz. Seinen Militärdienst absolvierte er im 4. oberschlesischen Infanterieregiment Nr. 63 in Neiße. Knietsch studierte von 1876 bis 1880 Chemie an der Königlichen Gewerbeakademie bei Karl Rammelsberg und Carl Liebermann. Bei Josef Weber in Berlin sammelte er praktische Erfahrungen in der Chemischen Fabrik Theodor Goldschmidt. Das Thema seiner Abschlussprüfung lautete „Schilderung und Kritik der neuesten Methoden für die Bestimmung von Dampfdichten und spezifischer Wärme nebst Angabe, inwieweit die gewonnenen Resultate mit dem chemischen Verhalten der Körper übereinstimmen“. Im Jahr 1881 wurde er in Jena mit einer Arbeit „Über das Äsculin und seine Derivate“, die er im Labor von Carl Liebermann entwickelt hatte, promoviert.
Seine erste Anstellung als Chemiker fand er in Görlitz bei der chemischen Fabrik von Theodor Schuchardt, die Im Jahr 1972 von Merck übernommen wurde. Nach kurzer Zeit verließ er diese jedoch wieder und arbeitete in Berlin für Emil Jacobsen. 1882 trat er in die Firma Bindschedler & Busch in Basel (spätere Ciba-Geigy) und 1884 in die Firma BASF ein. Er war dort als Chemiker und ab 1904 als Direktor und Vorstandsmitglied tätig. Dort entwickelte er 1888, aufbauend auf Ergebnissen von Clemens Winkler, das Kontaktverfahren zur industriellen Synthese von Schwefelsäure. Ebenso gelang ihm erstmals die technische Verflüssigung von Chlor als eine der Grundlagen der technischen Chlorchemie. Er ist der Fachwelt ebenfalls bekannt durch die Herstellung des synthetischen Indigos. Nach Verbesserungen des Syntheseverfahrens nach Karl Heumann von ihm und Johannes Pfleger konnte die BASF die Großproduktion des Indigos aufnehmen. 1897 kam Indigo unter der Bezeichnung „Indigo rein BASF“ in den Handel.
Das Grabmal für Rudolf Knietsch auf dem Bergfriedhof Heidelberg zeigt die lebensgroße Bronze eines Jünglings in der ikonographischen Tradition des antiken Todesgenius, auf einer Ruhebank kauernd. Die Lebens Fackel in der Linken gesenkt haltend, umfasst die Rechte den Lorbeerkranz. Zwei bronzene Schrifttafeln zeigen die Lebensdaten der Familie.

## Auszeichnungen
- 1904 Liebig-Denkmünze des Vereins deutscher Chemiker

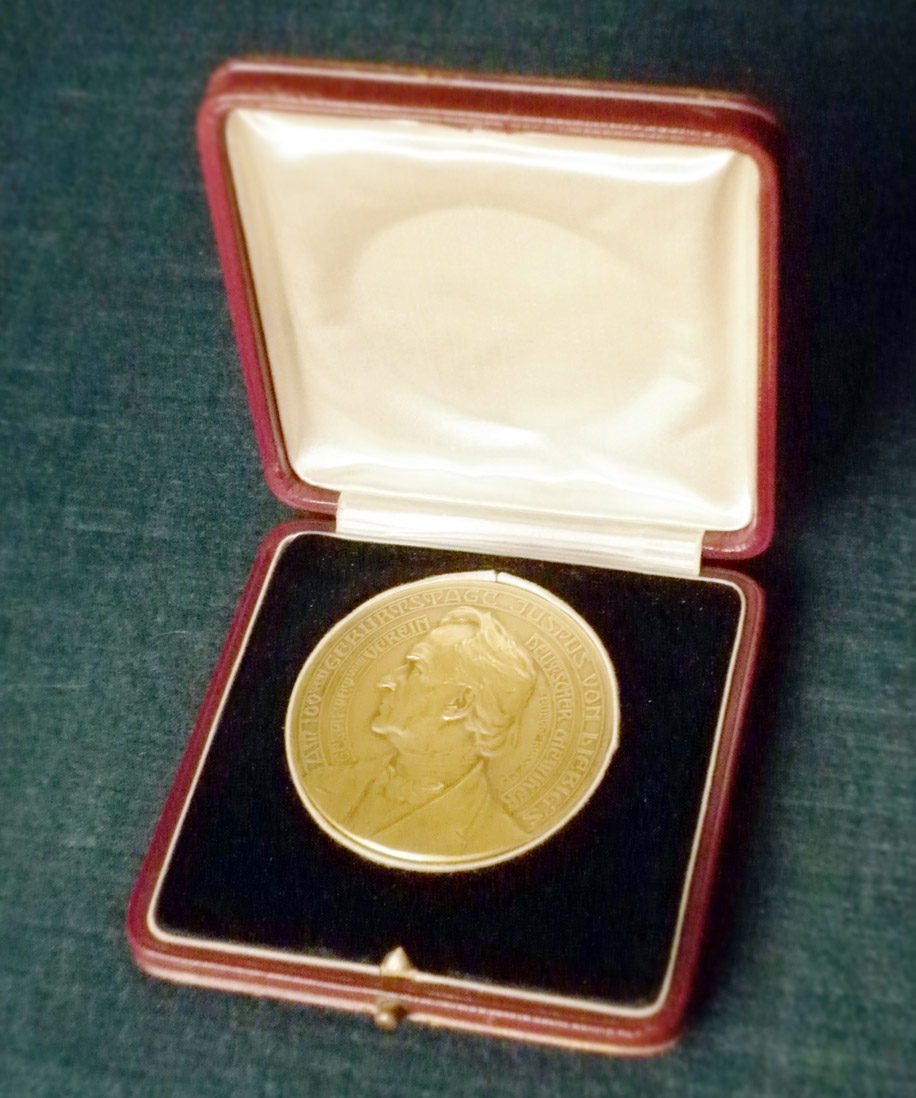
Die Justus-von-Liebig-Medaille von Rudolf Knietsch

## Ehrungen
- In den BASF-Siedlungen von Limburgerhof sowie Maxdorf wurde die Knietschstraße nach ihm benannt.
- Ehrendoktorwürde, Dr.-Ing. h. c. der Technischen Hochschule Dresden.